# Penelope perspicax
Penelope perspicax là một loài chim trong họ Cracidae.